# Conferenza metropolitana
Nell'ordinamento italiano la Conferenza metropolitana è un organo della città metropolitana, ente territoriale entrato in vigore in Italia il 1º gennaio 2015.

## Composizione
La legge del 7 aprile 2014 n. 56 recante "Disposizioni sulle città metropolitane, sulle province, sulle unioni e fusioni di comuni" stabilisce che la conferenza metropolitana è composta dal sindaco metropolitano, che la convoca e la presiede, e dai sindaci dei comuni appartenenti alla città metropolitana.

## Funzioni
La conferenza metropolitana esprime un parere sui bilanci dell'ente, con i voti che rappresentino almeno un terzo dei comuni compresi nella città metropolitana e la maggioranza della popolazione complessivamente residente. Sulla base di tale parere, il consiglio metropolitano li approva in via definitiva.
La conferenza metropolitana ha poteri propositivi e consultivi, secondo quanto disposto dallo statuto. Su proposta del consiglio metropolitano, adotta o respinge lo statuto e le sue modifiche, con i voti che rappresentino almeno un terzo dei comuni compresi nella città metropolitana e la maggioranza della popolazione complessivamente residente.